# 雙角坐標系

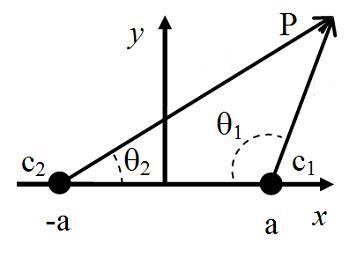
雙角坐標系

在數學裏，雙角坐標系（英語：Biangular coordinates）是一種二維坐標系統．它有兩個固定的心點，{\displaystyle C_{1}\,\!} 與 {\displaystyle C_{2}\,\!} 。二維平面上的任何點 P 的位置決定於夾角 {\displaystyle \angle PC_{1}C_{2}\,\!} 與夾角 {\displaystyle \angle PC_{2}C_{1}\,\!} 。這兩個夾角的角度就是雙角坐標系的兩個坐標。